# BYD Tang
BYD Tang – samochód osobowy typu SUV klasy wyższej produkowany pod chińską marką BYD od 2015 roku. Od 2018 roku produkowana jest druga generacja modelu.

## Pierwsza generacja

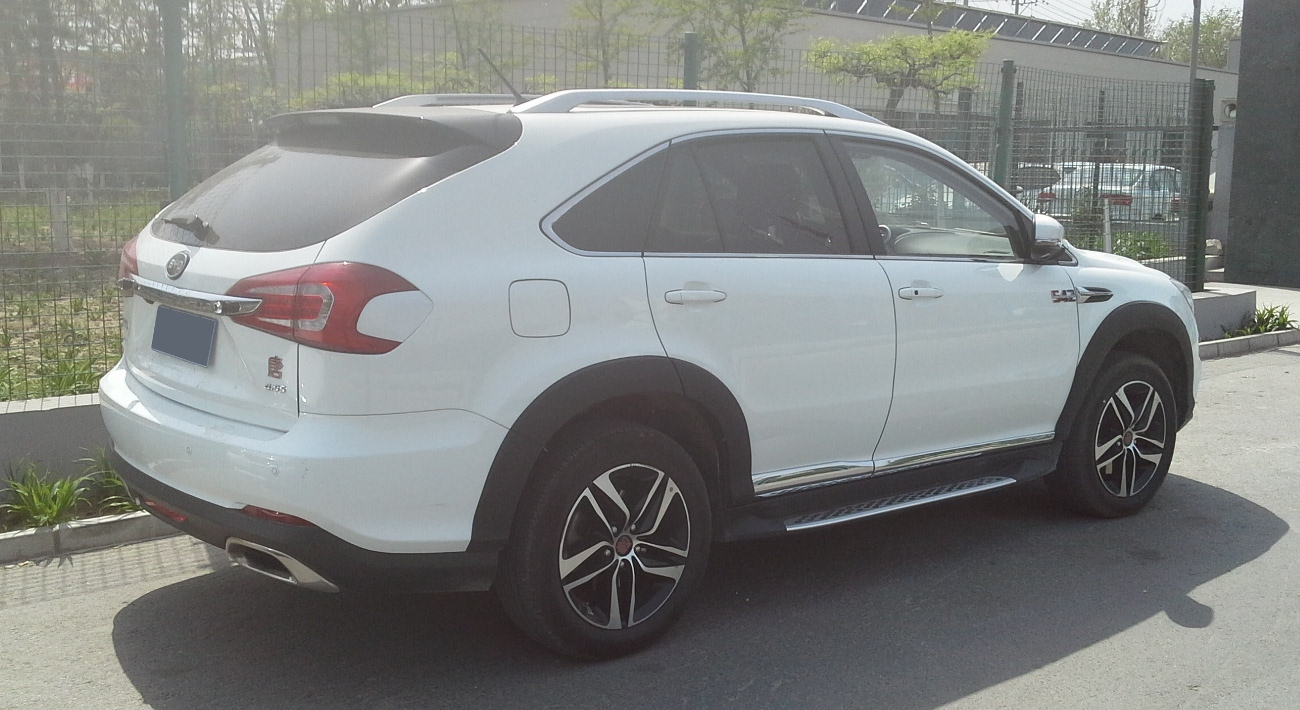
BYD Tang I - tył

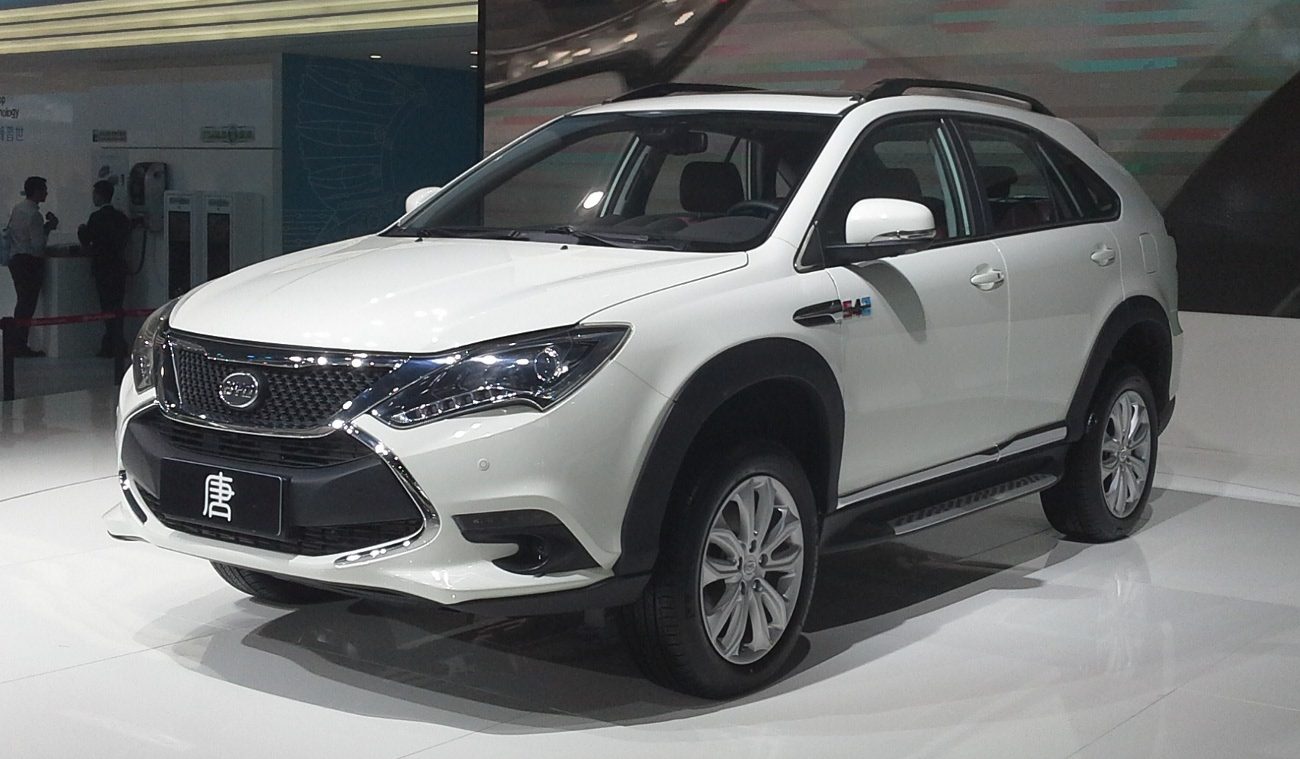
BYD Tang I podczas premiery

BYD Tang I został zaprezentowany po raz pierwszy w 2014 roku.
Duży SUV Tang pojawił się w ofercie marki BYD jako kolejny, po luksusowym S7, wariant flagowego SUV-a S6. Samochód przyjął w porównaniu do pokrewnych konstrukcji bardziej sportowy charakter, wyróżniając się stosowanym w innych modelach napędem spalinowo-elektrycznym typu Dual Mode.
Samochód zyskał też obszerne różnice wizualne w stosunku do pokrewnych modeli S6 i S7, zyskując awangardowo stylizowany pas przedni z dużym, trapezoidalnym wlotem powietrza i chromowanymi akcentami. Inaczej ukształtowano także boczne krawędzie tylnych lamp, a także deskę rozdzielczą.
SUV Tang pierwszej generacji to jeden z pierwszych modeli marki BYD, który przyjął nowy porządek nazewniczy nawiązujący do starożytnych cesarski dynastii chińskich. Tang nawiązuje do panującej w latach 618-907 Dynastii Tang.
Pomimo debiutu wiosną 2014 roku, producent zdecydował się rozpocząć sprzedaż Tanga na wewnętrznym rynku chińskim przeszło 9 miesięcy później, rozpoczynając przyjmowanie zamówień w drugiej połowie stycznia 2015 roku.

### Dane techniczne
BYD Tang pierwszej generacji oferowany był wyłącznie jako spalinowo-elektryczny samochód hybrydowy typu plug-in. Układ napędowy pojazdu tworzył turbodoładowany silnik benzynowy o pojemności 2 litrów i mocy 205 KM, który połączono z dwoma silnikami elektrycznymi po 150 KM mocy. Łączna moc układu napędowego wyniosła 505 KM i 720 Nm maksymalnego momentu obrotowego, przyśpieszając do 100 km/h w 4,9 sekundy.

## Druga generacja

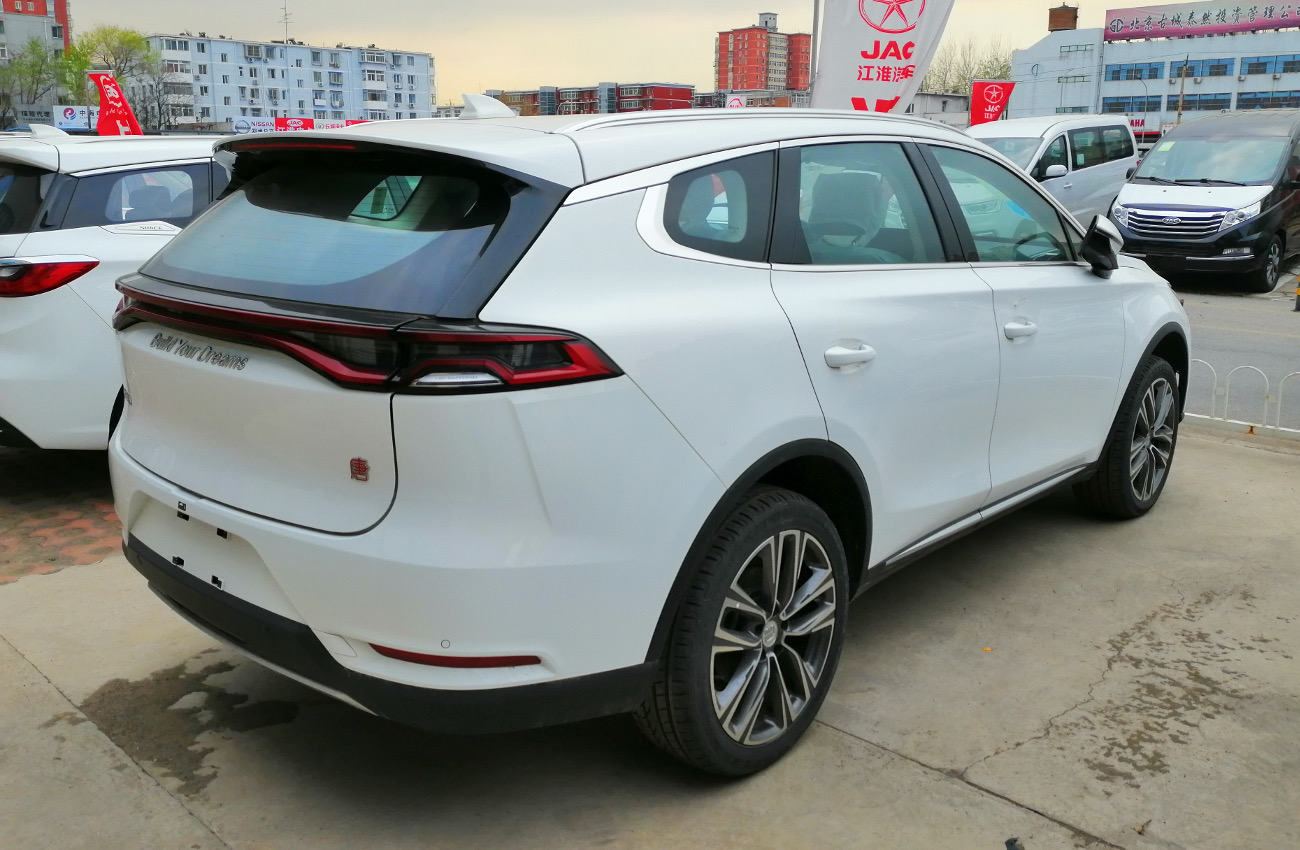
BYD Tang II - tył

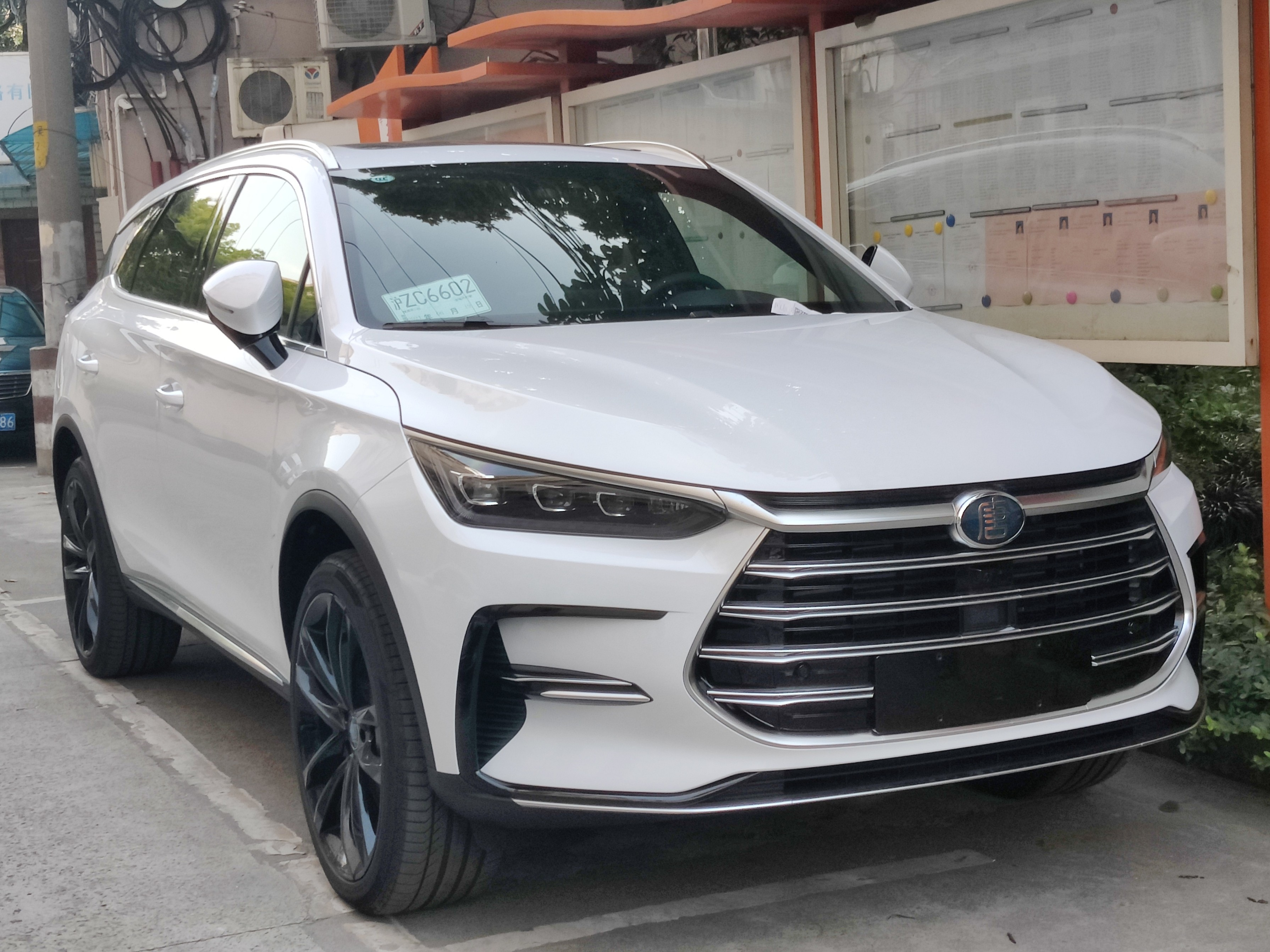
BYD Tang II po liftingu

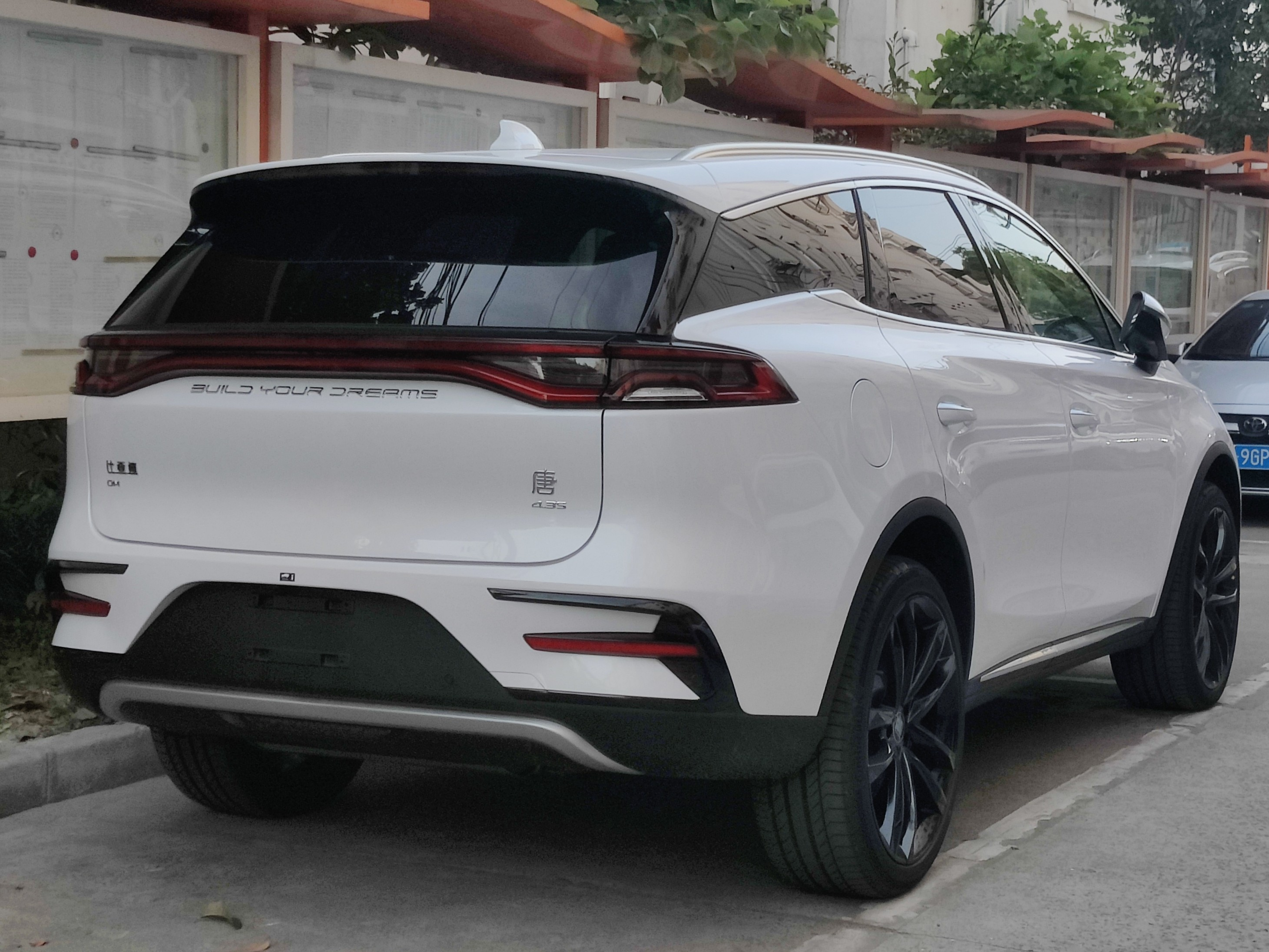
BYD Tang II - tył po liftingu

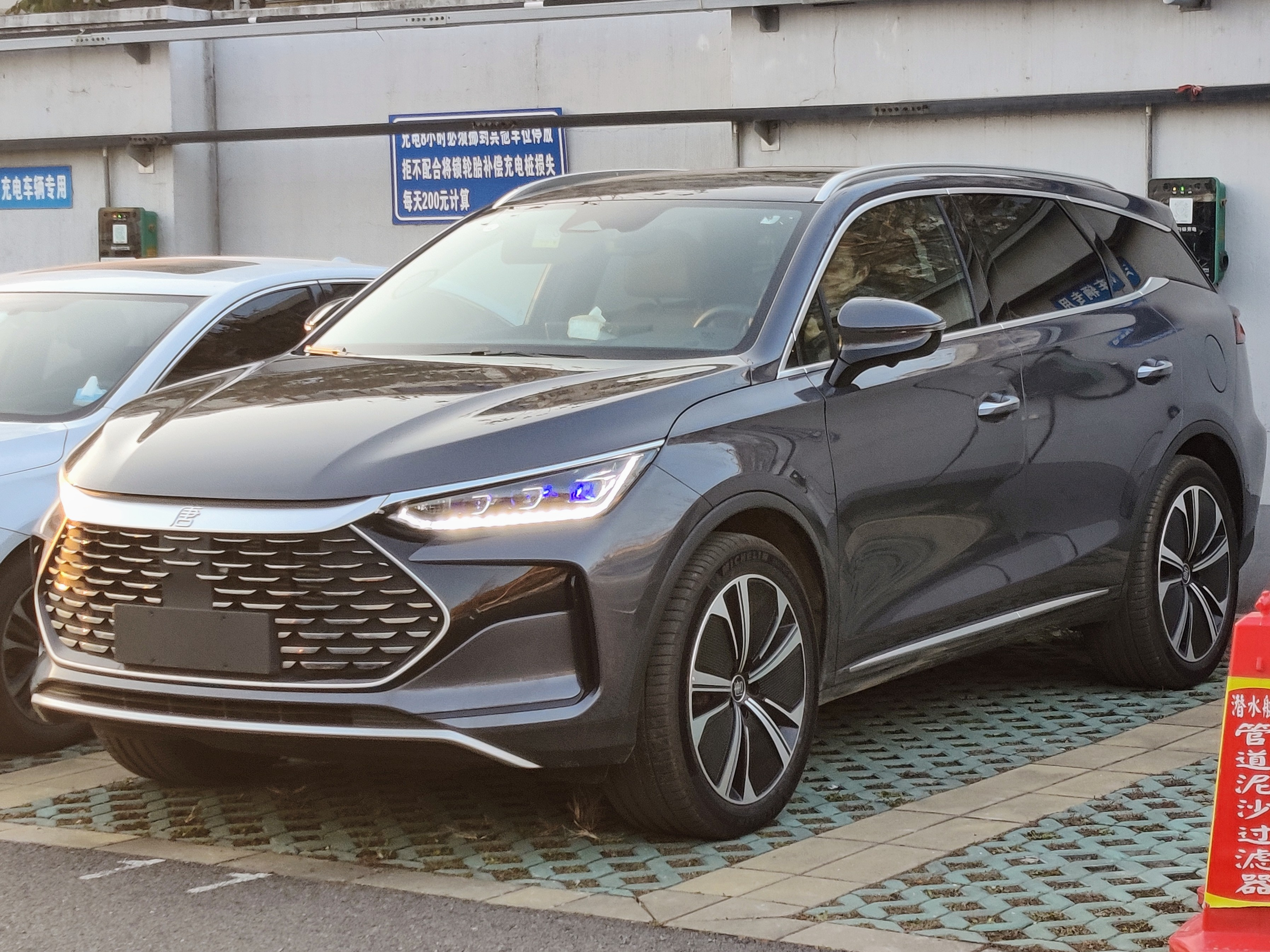
BYD Tang II po drugim liftingu

BYD Tang II został zaprezentowany po raz pierwszy w 2017 roku.
Równo cztery lata po debiucie Tanga pierwszej generacji, BYD zdecydował się zastąpić wywodzącą się z 2011 roku konstrukcję zupełnie nowym modelem. Zbudowano go od podstaw według nowej filozofii i estetyki wizualnej autorstwa szefa zespołu projektowego BYD, pracującego wcześniej dla Alfa Romeo i Audi Wolfganga Eggera.
Samochód zyskał obłą, masywną sylwetkę z dużym trapezoidalnym przednim wlotem powietrza zdobionym chromem oraz agresywnie stylizowanymi reflektorami połączonymi chromowaną poprzeczką, jako całokształt realizując koncepcję stylistyczną Dragon Face. Linia szyb została poprowadzono wysoko, z charakterystycznym zadarciem w tylnej części, z kolei tył przyozdobił wąski pas lamp.
W kabinie pasażerskiej producent zastosował minimalistyczny projekt koncentrujący sterowanie większością funkcji pojazdu na dwóch wyświetlaczach. Pierwszy, o przekątnej 12,3-cali zastąpił tradycyjne zegary, z kolei drugi, centralnie umieszczony dotykowy wyświetlacz LCD o przekątnej 14,6-cala posiada nietypową funkcję obrotu o 180 stopni z pozycji horyzontalnej na wertykalną.
W przeciwieństwie do poprzednika, BYD Tang drugiej generacji trafił do sprzedaży w 7-osobowym wariancie. Trzeci rząd siedzeń jest chowany w przedziale bagażowym.

### Tang DM
BYD Tang drugiej generacji trafił do sprzedaży w trzech wariantach napędowych, wśród których oprócz spalinowego i elektrycznego znalazł się także pośredni, hybrydowy typu plug-in o nazwie DM lub DM-i.
Układ napędowy pojazdu tworzy 2-litrowy silnik benzynowy z turbodoładowaniem i mocą 205 oraz dwa silniki elektryczne o mocy 150 KM. Podobnie jak poprzednik, hybrydowy Tang drugiej generacji rozwija łączną moc 505 KM.

### Restylizacje
W 2021 roku BYD Tang drugiej generacji przeszedł niewielką restylizację, która przyniosła pod kątem wizualnym zaadaptowanie optycznego połączenia linii szyb bocznych z klapą bagażnika, a także przemodelowane zderzaki. Ponadto, gama wariantów napędowych została wzbogacona o dodatkowy, mocniejszy hybrydowy z większą baterią.
Już rok później, wiosną 2022 roku, BYD Tang II przeszedł kolejną modernizację, tym razem upodabniającą go do limuzyny Han. Obszerny wlot powietrza z przodu zastąpiła mniejsza atrapa chłodnicy o kształcie sześciokątna, którą u góry zwieńczyła duża chromowana listwa pomiędzy reflektorami. Przemodelowano też zderzaki, a w kabinie pasażerskiej znalazł się większy o 2 cale dotykowy ekran systemu multimedialnego.

### Silnik
- R4 2.0l Turbo

### Tang EV

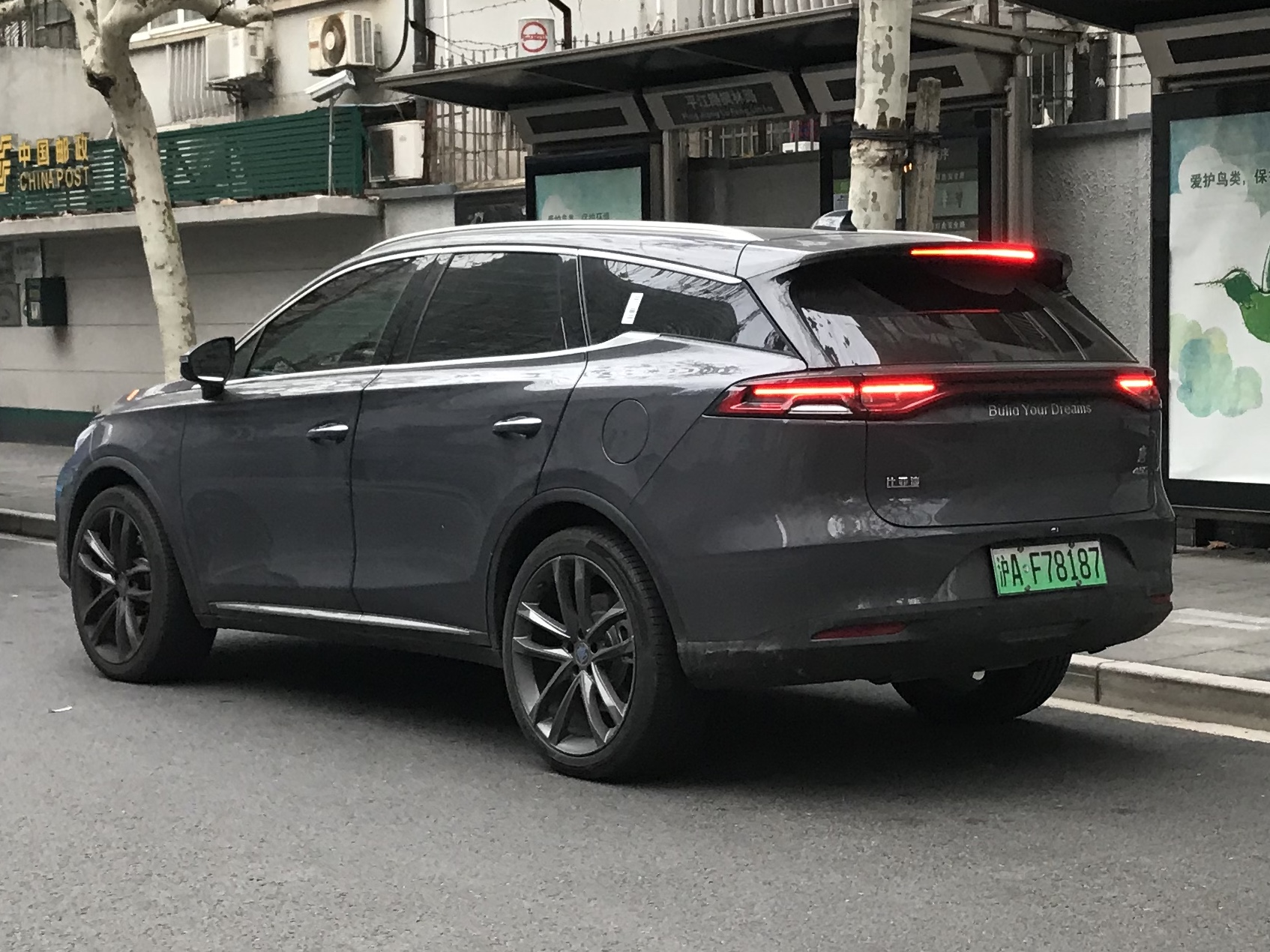
BYD Tang EV - tył

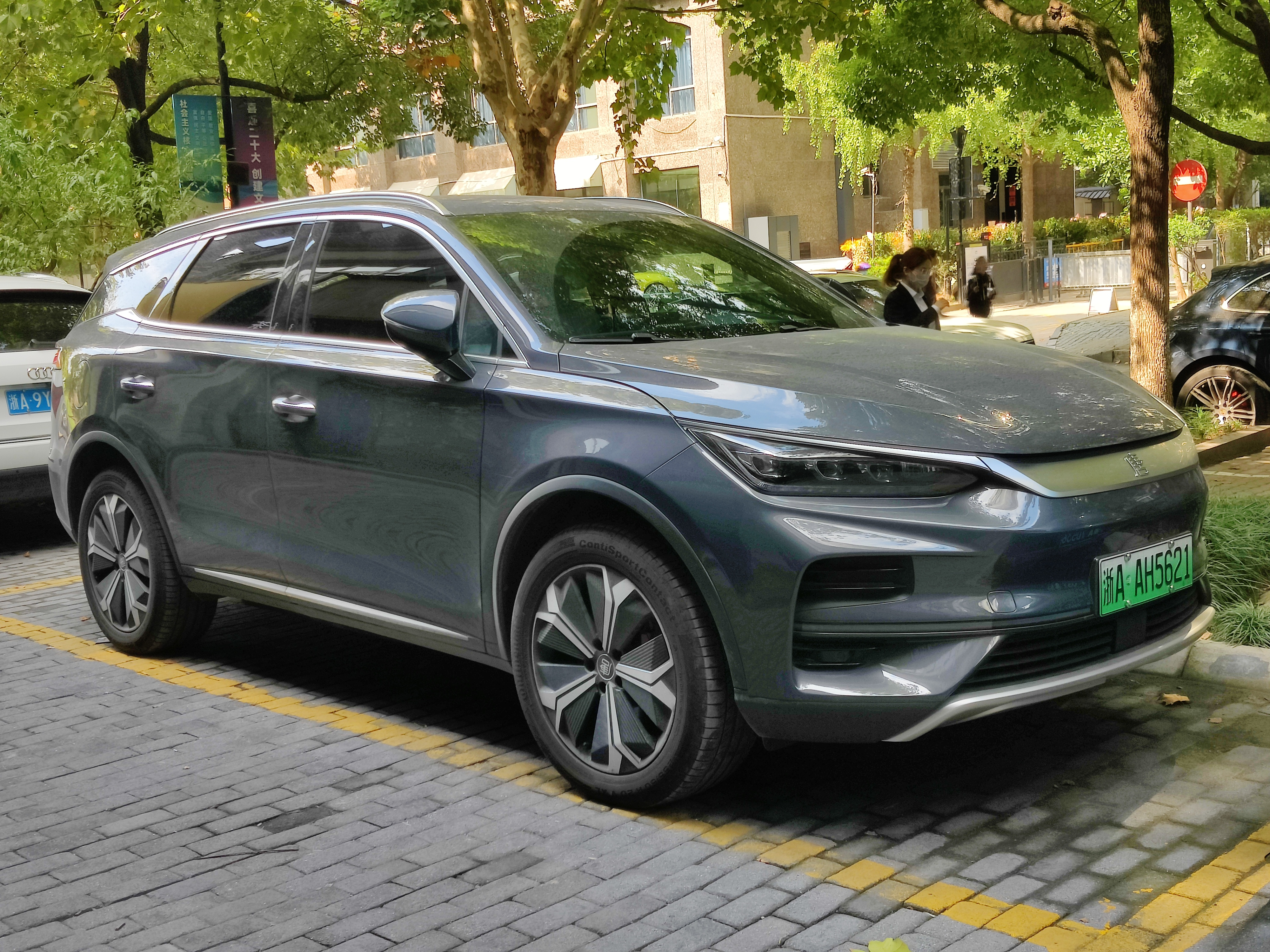
BYD Tang EV po liftingu

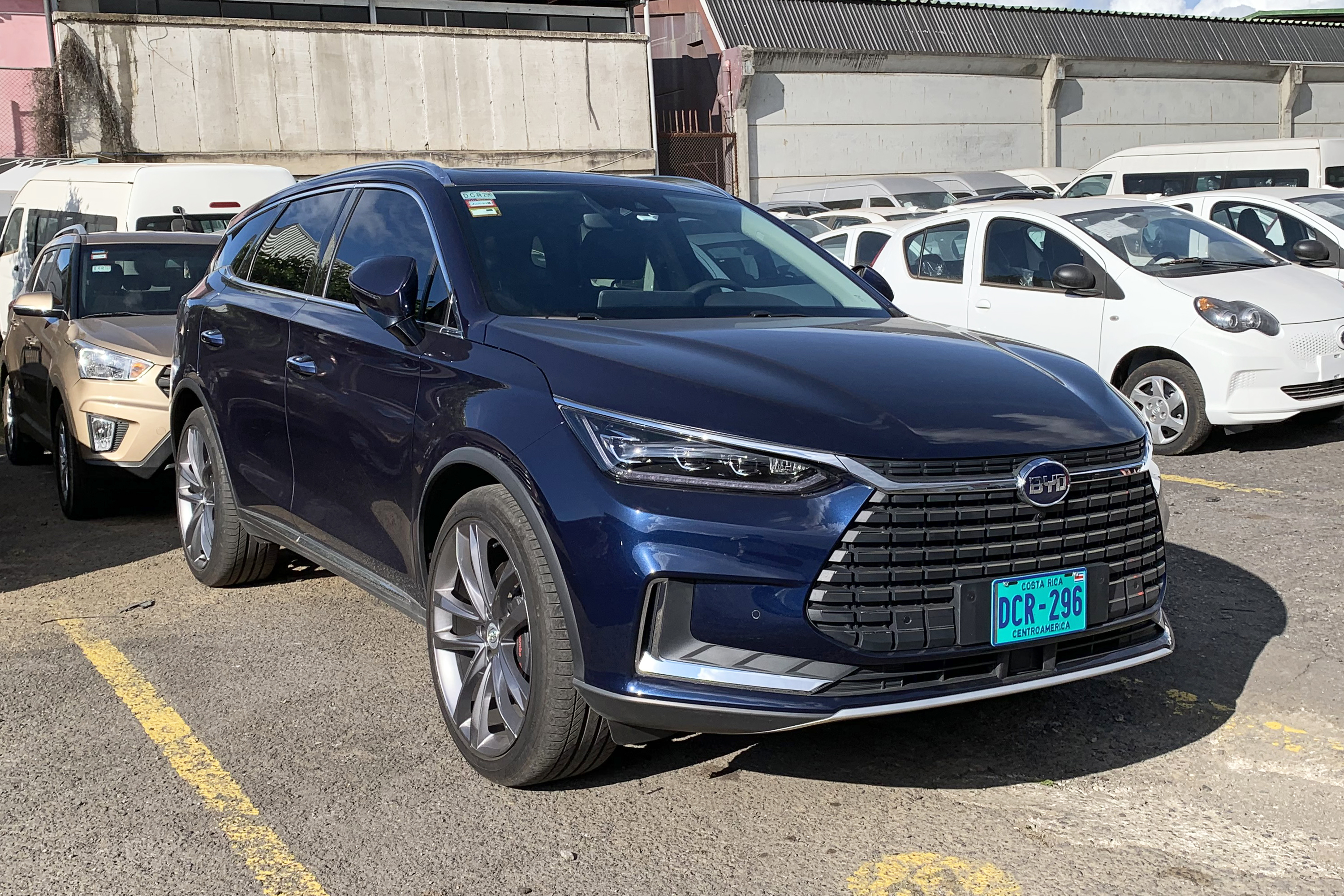
BYD Tang EV w Kostaryce

BYD Tang EV został zaprezentowany po raz pierwszy w 2018 roku.
Pół roku po rynkowym debiucie Tanga z konwencjonalnym układem napędowym, podczas odbywającej się jesienią wystawy samochodowej Guangzhou Auto Show 2018 przedstawiony został pierwszy w historii tej linii modelowej wariant w pełni elektryczny, stanowiąc uzupełnienie dotychczasowej oferty pojazdów napędzanych prądem składającej się z mniejszych modeli.
BYD Tang EV charakteryzował się w momencie debiutu umiarkowanymi różnicami wizualnymi, które ograniczyły się jedynie do zaślepki atrapy chłodnicy oraz dłuższej linii okien, która została poprowadzona przez słupek D do krawędzi klapy bagażnika.

### Lifting
W maju 2022 BYD Tang przeszedł restylizację, która w przeciwieństwie do odmiany hybrydowej wyraźnie odróżniła samochód pod kątem stylizacji pasa przedniego. Wzorem flagowego sedana Han, samochód pozbawiono przedniego wlotu powietrza na rzecz zagiętej do dołu, chromowanej listwy łączącej reflektory. Ponadto, samochód wzorem spalinowo-elektrycznego wariantu zyskał większy ekran systemu multimedialnego o przekątnej 15,6 cala.

### Sprzedaż
Tang EV początkowo trafił do sprzedaży wyłącznie na rodzimym rynku chińskim, gdzie rozpoczęła się ona pod koniec 2018 roku. W sierpniu 2020 roku rozpoczął się eksport elektrycznego SUV-a do pierwszego rynku zagranicznego, Kostaryki w Ameryce Centralnej. W czerwcu 2021 roku BYD ogłosił, że rozpoczyna budowę przedstawicielstwa i sieci dealerskiej w pierwszym kraju europejskim, Norwegii. Ofertę utworzył Tang wyłącznie w odmianie elektrycznej, dostarczając pierwszą pulę 100 sztuk w sierpniu 2021. Samochód zdobył dużą popularność - już w drugiej połowie września 2021 liczba sprzedanych egzemplarzy przekroczyła pułap 1 tysiąca sztuk. W kwietniu 2024 poszerzono zasięg rynkowy pod nazwą BYD Tan także o Brazylię.

### Dane techniczne
Układ napędowy pojazdu utworzyły dwa silniki elektryczne rozwijające łącznie 489 KM mocy, a także bateria typu tzw. Blade Battery o pojemności 82,8 kWh. Przekłada się to na łączny zasięg pojazdy na jednym ładowaniu wynoszący według chińskiej procedury pomiarowej NEDC ok. 500 kilometrów zasięgu.